# Camp de Palau
El Camp de Palau és una plana agrícola del terme municipal de Bigues i Riells, al Vallès Oriental, en terres del poble de Bigues.
Està situat a la part septentrional del terme de Bigues, al nord de la masia de Can Noguera. És a la dreta del Tenes, al nord-oest de les Barbotes, als peus -a llevant- de la Costa de Can Noguera.